# Kocaelispor
Kocaelispor Kulübü ili samo Kocaelispor je turski nogometni klub iz İzmita, provincija Kocaeli. Klub je osnovan 1966. godine i svoje domaće utakmice igra na stadionu Kocaeli. Trenutačno se natječe u najvišem rangu turskog nogometa, Süper Ligi.

## Uspjesi
- Turski kup
  - Osvajač (2): 1996./97., 2001./02.
- TFF 1. Lig (drugi razred)
  - Prvak (4): 1979./80., 1991./92., 2007./08., 2024./25.
- TFF 2. Lig (treći razred)
  - Prvak (1): 2022./23.
  - Promocija (1): 2020./21.
- Turska regionalna amaterska liga (peti razred)
  - Prvak (1): 2015./16.

## Poznati igrači
- Orhan Ak
- Nuri Çolak
- Saffet Sancaklı
- Faruk Yiğit
- Dumitru Stângaciu
- John Moshoeu
- Detlef Müller
- Kwame Ayew
- Zdravko Lazarov
- Ahmed Hassan
- Roman Dąbrowski
- Miško Mirković
- Mijo Caktaš
- Bruno Petković[2]

## Treneri kroz povijest
- Avni Kalkavan, 1967. – 1968.
- Selahattin Arın, 1968. – 1969.
- Avni Kalkavan, 1970. – 1971.
- Doğan Akı, 1973.
- Suat Mamat, 1973. – 1974.
- Sabri Kiraz, 1975. – 1976.
- Tekin Yolaç, 1975. – 1976.
- Avni Kalkavan, 1976. – 1977.
- Muhterem Ar, 1976. – 1977.
- Çetin Güler, 1977. – 1978.
- Abdullah Matay, 1978. – 1979.
- Fethi Demircan, 1979. – 1980.
- Zeynel Soyuer, 1980. – 1982.
- Şener Dal, 1982.
- Fethi Demircan, 1982.
- Yılmaz Gökdel, 1982. – 1983.
- Özcan Arkoç, 1983. – 1984.
- Şener Dal, 1984. – 1985.
- Yılmaz Gökdel, 1985. – 1986.
- Çetin Güler, 1986.
- Avni Kalkavan, 1986. – 1987.
- Ahmet Asena, 1987.
- Şener Dal, 1988.
- Nihat Atacan, 1988. – 1989.
- Adnan Dinçer, 1990. – 1991.
- Güvenç Kurtar, 1991. – 1994.
- Reinhard Saftig, 1994.
- Mustafa Denizli, 1994. – 1996.
- Hikmet Karaman, 1996. – 1997.
- Holger Osieck, 1997. – 1998.
- Güvenç Kurtar, 1998. – 2000.
- Rasim Kara, 2000.
- Hikmet Karaman, 2000. – 2002.
- Güvenç Kurtar, 2002. – 2003.
- Hüseyin Kalpar, 2003.
- Erhan Arslan, 2003. – 2004.
- Engin Korukır, 2004.
- Bahri Kaya, 2004. – 2005.
- Sadi Tekelioğlu, 2005.
- Fuat Yaman, 2005. – 2006.
- Bülent Baturman, 2006.
- Ümit Kayıhan, 2006.
- Fatih Uraz, 2006. – 2007.
- Orhan Şerit, 2007.
- Fuat Yaman, 2007.
- Kayhan Çubuklu, 2007. – 2008.
- Engin İpekoğlu, 2008.
- Yılmaz Vural, 2008. – 2009.
- Erhan Altın, 2009.
- Cihat Arslan, 2009. – 2010.
- Bülent Baturman, 2010.
- Coşkun Demirbakan, 2010.
- Soner Alp, 2010. – 2011.
- Ceyhun Güray, 2011.
- Yalçın Kıldıran, 2011.
- Ekrem Albayrak, 2011. – 2012.
- Bülent Baturman, 2012. – 2013.
- Yalçın Kıldıran, 2013.
- Faruk Sarman, 2013.
- Ahmet Arslaner, 2013. – 2014.
- Kayhan Çubuklu, 2014. – 2015.
- Ergun Ortakcı, 2015. – 2016.
- Ümit Metin Yıldız, 2016. – 2017.
- Fatih Kavlak, 2017.
- Galip Gündoğdu, 2018. – 2019.
- Engin Korukır, 2019.
- Selahaddin Dinçel, 2019. – 2020.
- Erhan Altın, 2020. – 2021.
- Mustafa Reşit Akçay, 2021. – 2022.
- Mehmet Altıparmak, 2022.
- Fırat Gül, 2022. – 2023.
- Ertuğrul Sağlam, 2023. – 2024.
- Mustafa Gürsel, 2024.
- Ertuğrul Sağlam, 2024.
- İsmet Taşdemir, 2024. – 2025.
- Selçuk İnan, 2025. – danas